# Karriär i ondska
Karriär i ondska är en kriminalroman från 2015 skriven under pseudonymen Robert Galbraith av den brittiska författaren J. K. Rowling. Boken är den tredje i serien om privatdetektiven Cormoran Strike och är uppföljaren till Silkesmasken från 2014.